# Южное (Молдова)
Южное (рум. Iujnoe) — село в Кагульском районе Молдавии. Относится к сёлам, не образующим коммуну.

## География
Село расположено на высоте 120 метров над уровнем моря.

## Население
По данным переписи населения 2004 года, в селе Южное проживает 764 человека (386 мужчин, 378 женщин).
Этнический состав села:
| Национальность | Число жителей | Процентный состав |
| -------------- | ------------- | ----------------- |
| молдаване      | 499           | 65.31             |
| украинцы       | 155           | 20.29             |
| гагаузы        | 60            | 7.85              |
| русские        | 35            | 4.58              |
| болгары        | 9             | 1.18              |
| цыгане         | 1             | 0.13              |
| прочие         | 5             | 0.65              |
| Всего          | 764           | 100%              |